# Ladrillo de vidrio

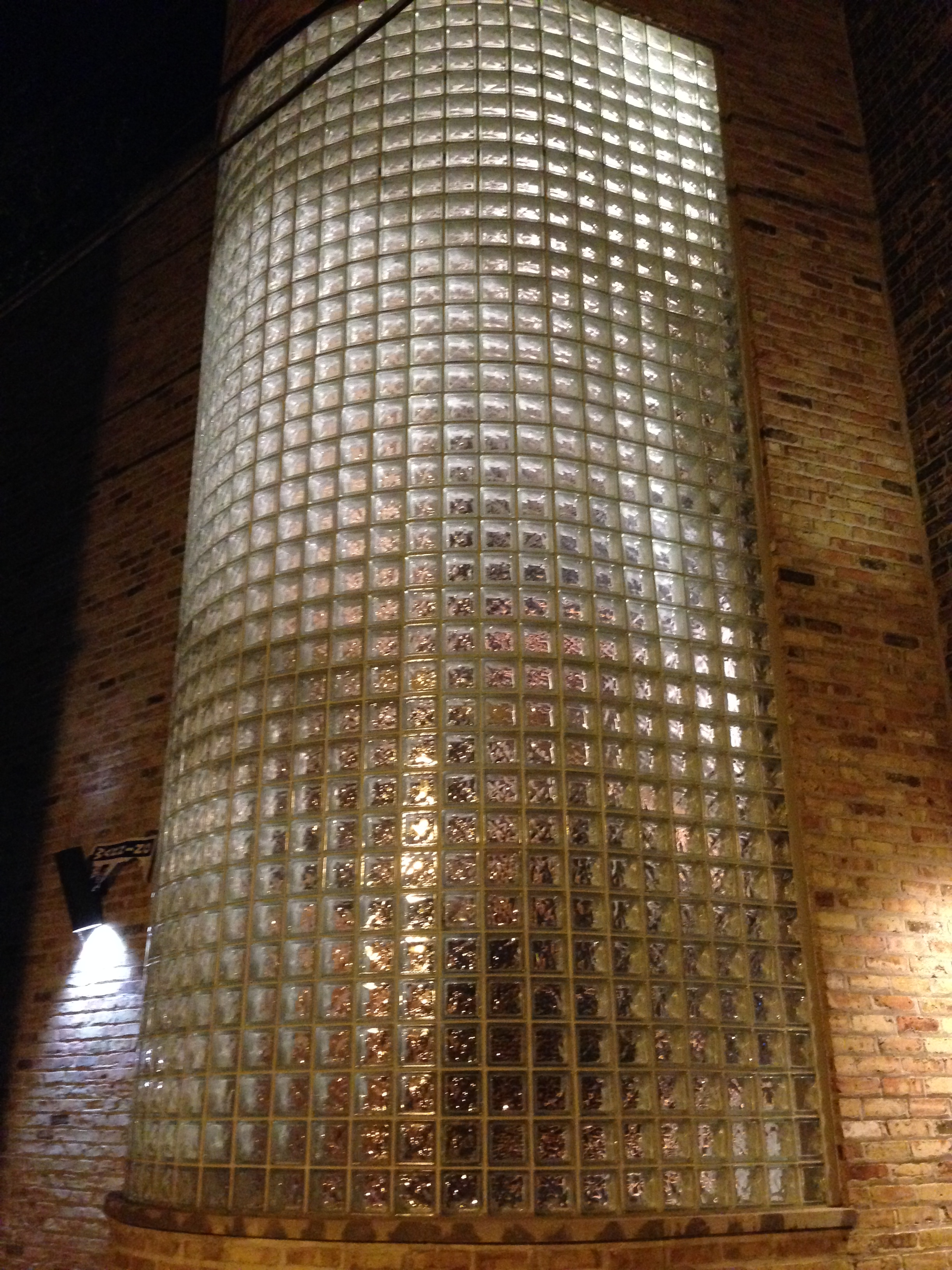
Pared de ladrillo de vidrio.

Un ladrillo de vidrio, también conocido como bloque de vidrio o pavés, es una pieza moldeada de vidrio, generalmente con forma de prisma rectangular, que se utiliza para construir techos, paredes o suelos translúcidos.
Es un material de construcción hecho de vidrio, usado en áreas donde se desea cierta privacidad visual y al mismo tiempo permitir la entrada de luz; como por ejemplo en baños, piscinas municipales, estacionamientos subterráneos, etc. Los bloques de vidrio fueron fabricados, originalmente, a principios de los años 1890 para permitir la entrada de luz natural en fábricas industriales.

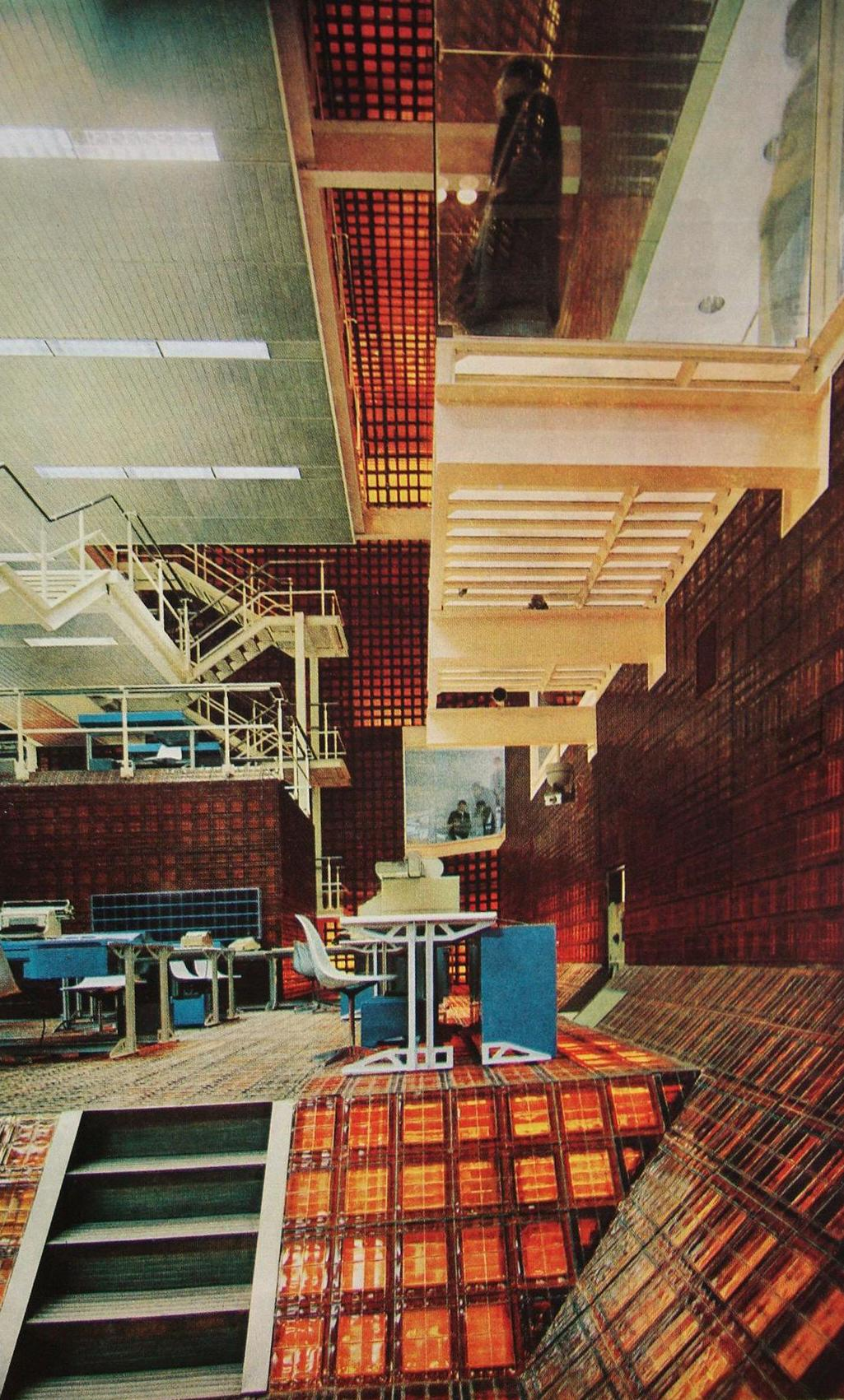
Ladrillo de vidrio coloreado en el Banco Ciudad, Buenos Aires
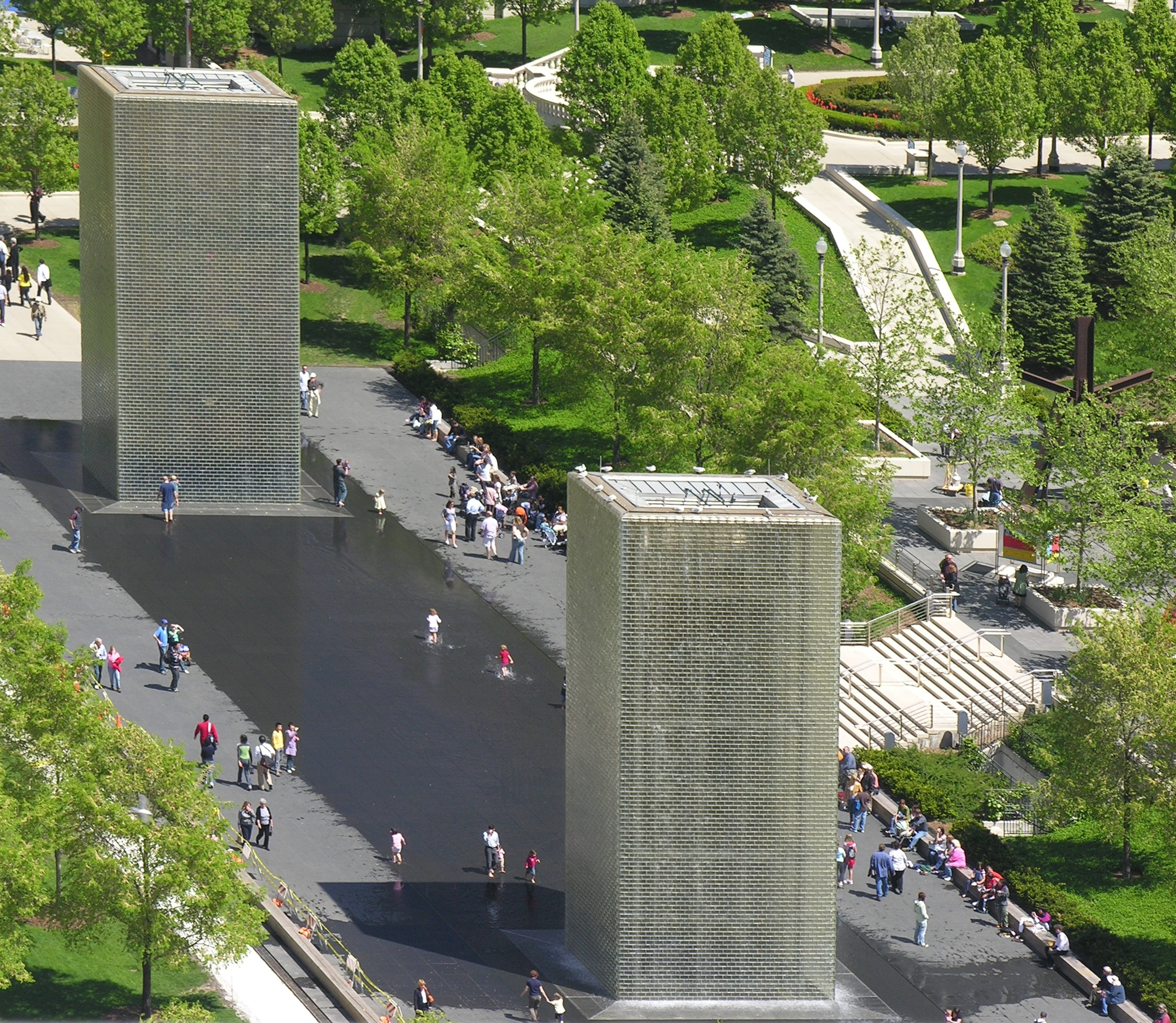
Torres Crown Fountain, Chicago, revestidas totalmente en ladrillo de vidrio
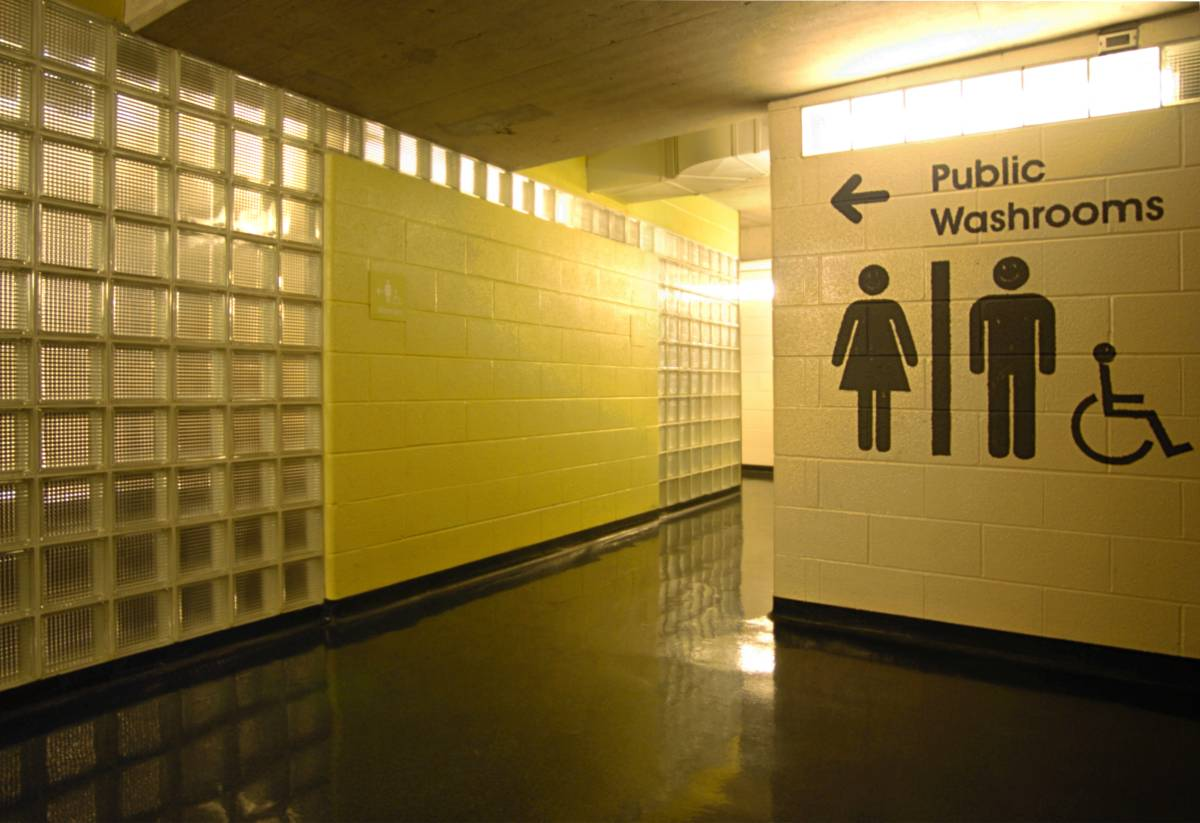
Muro en los baños públicos de Dundas Square, Toronto